# Metereca aspersa
Metereca aspersa is een hooiwagen uit de familie Assamiidae.